# 1930. június 30-i konzisztórium
Az 1930. június 30-i konzisztóriumot XI. Piusz pápa hívta össze. Összesen 5 új bíborost kreált.
| Nº                     | Ország                 | Név                               | Életkor                | Hivatal                                                 |
| Pápaválasztó bíborosok | Pápaválasztó bíborosok | Pápaválasztó bíborosok            | Pápaválasztó bíborosok | Pápaválasztó bíborosok                                  |
| ---------------------- | ---------------------- | --------------------------------- | ---------------------- | ------------------------------------------------------- |
| 1                      | Brazília               | Sebastião Leme da Silveira Cintra | 48                     | a Rio de Janeiró-i Szent Sebestyén főegyházmegye érseke |
| 2                      | Olasz Királyság        | Francesco Marchetti Selvaggiani   | 58                     | a Hitterjesztési Kongregáció titkára                    |
| 3                      | Olasz Királyság        | Raffaele Carlo Rossi O.C.D.       | 53                     | a Konzisztoriális Kongregáció tisztviselője             |
| 4                      | Olasz Királyság        | Giulio Serafini                   | 62                     | a Zsinati Kongregáció titkára                           |
| 5                      | Franciaország          | Achille Liénart                   | 46                     | a Lille-i egyházmegye püspöke                           |